# Caloplaca wallabyensis
Caloplaca wallabyensis är en lavart som beskrevs av Elix, S. Y. Kondr. & Kärnefelt. Caloplaca wallabyensis ingår i släktet orangelavar och familjen Teloschistaceae.   Inga underarter finns listade i Catalogue of Life.